# Licor 43 (equipa ciclista)
A equipa Licor 43 foi um equipa ciclista espanhol que competiu entre 1958 e 1964.
Estava patrocinado pelo licor do mesmo nome.

## Corredor melhor classificado nas Grandes Voltas
| Ano  | Giro d'Italia | Tour de France | Volta a Espanha         |
| ---- | ------------- | -------------- | ----------------------- |
| 1958 | -             | -              | -                       |
| 1959 | -             | -              | 1.º Antonio Suárez      |
| 1960 | -             | -              | 3.º Miguel Pacheco      |
| 1961 | -             | -              | 7.º Fernando Manzaneque |
| 1962 | -             | -              | 8.º Fernando Manzaneque |
| 1963 | -             | -              | -                       |
| 1964 | -             | -              | -                       |

## Principais resultados
- Circuito Montanhês: Carmelo Morais (1961)
- Clássica de Ordizia: Roberto Morais (1961)
- Volta a Levante: Fernando Manzaneque (1962)
- Subida ao Naranco: Raúl Rey (1962)

### Às grandes voltas
- Volta em Espanha
  -     - 4 participações (1959, 1960, 1961, 1962)
    - 6 vitórias de etapa:
      - 4 ao 1959: Antonio Suárez (2), Vicente Iturat, Fernando Manzaneque
      - 1 ao 1960: Antonio Gómez del Moral
      - 1 ao 1961: Luis Otaño

    - 1 classificação final:
    - Antonio Suárez (1959)
    - 1 classificações secundárias:
    - Grande Prêmio da montanha: Antonio Suárez (1959)

- Tour de France
  -     - 0 participações

- Giro d'Italia
  -     - 0 participações